# Filles de Chantelle
L'appellation les Filles de Chantelle désigne les ouvrières spécialisées de l'usine Chantelle de Saint-Herblain qui se mobilisèrent lors de plusieurs moments de contestation entre 1968 et 1994. 
Tout d'abord, elles prirent part aux grèves ouvrières de Mai 68. Elles se mobilisèrent à nouveau au cours de l'hiver de 1981-1982 pour dénoncer en premier lieu leurs conditions de travail. Puis, elles s'engagèrent en 1993-1994 dans un conflit avec la direction de l'entreprise à la suite de la décision prise de délocaliser la production de l'usine. Elles perdront ce dernier combat, l'usine fermant ses portes en fin d'année 1994.
Fanny Gallot rapporte que l'appellation les filles de Chantelle est utilisé à la suite de la grève de 1981-1982. Les ouvrières se nomment ainsi entre elles. L'appellation est reprise par la presse. Les ouvrières de Chantelle l'utilisent dans la rédaction de leurs chansons, notamment celle intitulée Chantelle à l’action (1981), sur l’air de L'Internationale.

## Histoire de l'usine Chantelle de Saint-Herblain

### Présentation
L'usine de Saint-Herblain s'implante en 1967 dans la zone industrielle de Nantes, un des plus grands bastions ouvriers français. Elle appartient à l'entreprise française Chantelle et produit de la lingerie pour femme, mais ce n'est qu'à partir des années 1960 que l'entreprise consacre sa production à celle de soutiens-gorge.
La main-d'œuvre employée sur le site de Saint-Herblain est majoritairement féminine : elle totalise 300 employées en 1981, et toutes sont rémunérées au rendement. La composition presque entièrement féminine de la main-d'œuvre de l'usine exempte ces femmes de se constituer en un groupe féminin pour que la parole leur soit donnée. Par ailleurs, si la composition majoritairement féminine de l'usine n'encourage pas la prise de conscience d'une domination masculine, cette usine représente pour ces femmes un lieu d'échange au sein duquel chacune d'entre elles réfléchit sur son expérience de femme, et partage avec l'ensemble des ouvrières les problèmes qu'elle  rencontrent au travail, mais aussi, dans sa vie familiale.
Avant l'entrée de ces ouvrières dans l'usine, la plupart de ces femmes se connaissent. Étant presque toutes nées au début des années 1950 dans la région de Nantes et se sont rencontrées au cours de leur parcours scolaire, elles forment de cette manière une « unité de génération ». Ainsi, les liens les unissant ne se réduisent pas simplement à leur statut d'ouvrière puisqu'au regard de leurs trajectoires biographiques, ces femmes se croisent à différents moments de leur vie, hors de l'usine.

### L'hiver 1981-1982: un temps fort de mobilisation dans l'histoire de l'usine Chantelle de Saint-Herblain
Les ouvrières de l'usine se mettent en grève le 19 novembre 1981 jusqu'au 15 janvier 1982. Elles occupent l'usine pendant cinq semaines. Les raisons de cette mobilisation sont multiples. En premier lieu, elles luttent contre la réorganisation de la production qui vise un meilleur contrôle des pièces. Plus généralement, elles se mobilisent collectivement pour dénoncer leurs conditions de travail et les différentes formes d'humiliation et de sanction que leur infligent leur directeur Mr. Gourgue : envoi des lettres aux ouvrières lorsque le rendement au travail est évalué insuffisant .
Les ouvrières décident de se mettre en grève à la suite de la sanction prise contre deux ouvrières accusées d'avoir dépassé leur temps de pause. La grève illimitée débute alors le 19 novembre 1981. Après avoir séquestré leur patron le temps d'une après-midi, elles commencent à occuper l'usine de jour comme de nuit.
Selon Fanny Gallot, grâce à cette mobilisation qui prend fin le 15 janvier 1982, les filles de Chantelle « ont obtenu une augmentation de salaire, une prime ponctuelle, des heures d’information syndicale trimestrielle, une évaluation du contrôle statistique le deuxième et le quatrième mois, ainsi que l’arrêt du rendement pour les femmes enceintes deux mois avant leur congé de maternité. ».

## Lien entre féminisme et grèves ouvrières des filles de Chantelle

### LesFilles de Chantelle: un exemple du rapprochement des mouvements féministes et syndicaux après Mai-68
Ces ouvrières spécialisées de l'usine de Saint-Herblain prennent part aux événements de Mai 68 qui affectent le monde ouvrier. Dans ce contexte, la « question des femmes » gagna en importance à partir des années 1968 au sein du mouvement syndical,. De même, ce n'est qu'à partir des années 1968 que le mouvement ouvrier français commence à prendre en compte les problématiques féministes.
L'usine Chantelle de Saint-Herblain constitue un exemple historique du rapprochement des mouvements féministes et syndicaux. Tout d'abord, la constitution de groupes femmes d'entreprise, comme celui de Femmes en lutte (FL) qui devient Femmes Travailleuses en lutte (FTL) en 1975, marque l'émergence de mouvements féminins qui cherchent à assurer la défense des intérêts des femmes prolétaires. Celui-ci affirme rassembler des « femmes ouvrières et employées qui veulent lutter contre l’exploitation et l’oppression qu’elles subissent en tant que travailleuses sur leur lieu de travail mais aussi en dehors ». Ces groupes impulsent la réorientation des revendications des organisations syndicales, implantées dans l'usine, vers la défense de certaines problématiques féministes. Cette prise en considération de la « question des femmes » par les organisations syndicales s'illustre dans l’intitulé d'un tract intersyndical à l'occasion des grèves menées pendant l'hiver 1981-1982 : « Chantelle, condition féminine, dignité, conditions de travail » .

### Primauté de l'enjeu de classe?
Les filles de Chantelle considèrent que les féministes sont nécessairement éloignées des préoccupations matérielles des ouvrières d'usine. Elles jugent que leurs discours sont systématiquement des discours « anti-homme » et « bourgeois ». Toutes s'accordent à dire qu'il est préférable de garder l'épithète « féministe » à distance des mobilisations qu'elles mènent.
Le féminisme, jugé ici comme un « privilège de classe », ne peut susciter l'adhésion de ces ouvrières au nom de la lutte des classes. Ainsi, la grande majorité des ouvrières mettaient la priorité sur l'enjeu de classe plutôt que sur l'enjeu de genre. Elles s'engagent au cours de l'hiver de 1981-1982 en tant qu'ouvrières pour revendiquer une amélioration de leurs conditions de travail, non pour mettre à bas le patriarcat.
Ceci étant, il est tout de même possible de déceler certaines formes d'un féminisme silencieux. D'une part, l'usine représente un espace d'échange au sein duquel la parole ouvrière se libère, mais d'autre part, c'est un lieu où toutes ces femmes travailleuses peuvent collectivement, partager leurs expériences de femme. Au cours des mobilisations, elles ont la possibilité d'échanger entre elles sur des éléments de leurs vies quotidiennes. Néanmoins, elles évitent de politiser leurs échanges : certains sujets, comme celui de l'avortement ou de la contraception, sont alors volontairement écartés car elles jugent qu'ils relèvent de la sphère privée, et donc qu'ils ne peuvent être discutés en public. Ainsi, elles n'embrassent pas l'idée selon laquelle « le privé est politique », qui est pourtant le leitmotiv de tous les mouvements de libération des femmes à partir des années 1960.
La grève, quant à elle, a eu pour effet de questionner directement la vie privée de ces femmes. En effet, pendant l'hiver 1981-1982, les ouvrières font grève durant deux mois et occupent l'usine pendant cinq semaines. Le temps consacré à leur engagement militant exige d'elles un certain effort d'organisation pour concilier engagement et vie familiale. À cet égard, lors des événements de l'hiver de 1981-1982, les ouvrières instaurent des mécanismes de roulement pour s'assurer qu'il y ait constamment une personne occupant l'usine de nuit. Lorsque vient le moment de passer la nuit à l'usine, nombre d'entre elles se lèvent suffisamment tôt pour pouvoir accompagner leurs enfants à l'école.
Finalement, les grèves ouvrières menées par les filles de Chantelle montrent, qu'en pratique, ces temps de mobilisation ont tout de même permis à ce que la parole de ces femmes se libère, et à ce qu'elles puissent s'initier à des pratiques syndicales et féministes au sein du monde du travail qui leur a longtemps été inaccessible.

Selon la sociologue Ève Meuret-Campfort, 
« Le retour sur des conflits comme ceux des « Chantelle » rappelle ainsi que les mobilisations au travail sont des « lieux de travail du genre » en ce qu’ils donnent à voir sur la place publique un autre visage social des femmes que celui communément admis. Mais aussi parce qu’ils constituent des espaces d’affirmation de soi pour des femmes doublement privées de pouvoir. ».